# Església de Sant Miquel de Cardona
L'església de Sant Miquel de Cardona és una notable construcció gòtica situada al nucli antic de la vila del mateix nom, a la comarca del Bages. És l'església parroquial de Cardona. Forma part de l'Inventari del Patrimoni Arquitectònic Català.

## Història

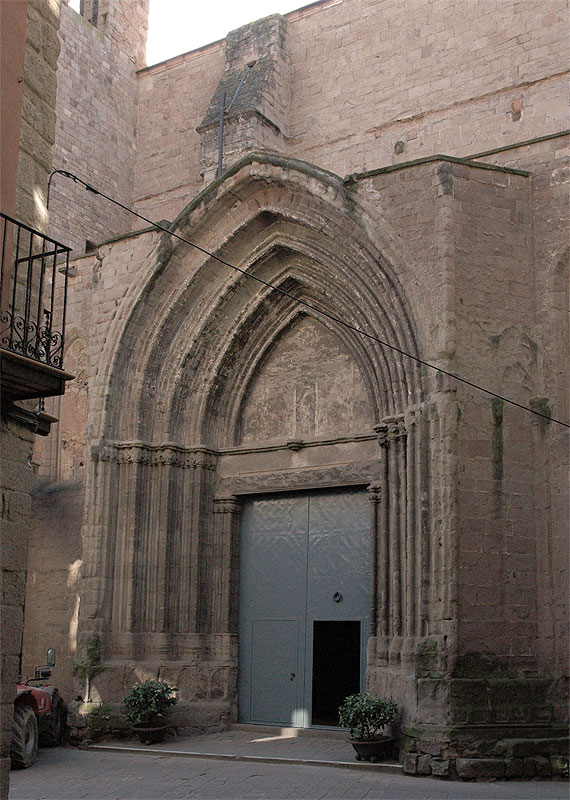
Porta de l'església de Sant Miquel

L'església té el seu origen en època romànica, concretament en el segle xi. Llavors depenia de la canònica de Sant Vicenç. Es troba esmentada des del 1013.
En el decurs del segle xiv es va refer l'edifici (probablement l'obra havia començat en el segle anterior), aixecant una nova construcció gòtica, de nau única i capelles laterals entre els contraforts. Aquesta nova construcció es va acabar i consagrar en 1397. Més endavant, ja al segle xvi s'hi va afegir una cripta.
S'hi veneren les relíquies dels sants Celdoni i Ermenter.

## L'edifici
Es tracta d'una església de nau única, amb tres trams i un absis poligonal. Al sud hi ha una porta i al costat nord una segona porta gòtica, amb arquivoltes i decoració força desgastada. A l'interior, són també interessants les claus de volta decorades.

## Mobiliari
Bona part del valuós mobiliari es va perdre en el decurs dels segles, però encara s'hi poden veure algunes obres d'interès.
Retaule de Santa Anna, la Mare de Déu i sant Amador. Políptic de tres carrers, obra de Pere Vall. La taula central és ocupada per Santa Anna amb la Mare de Déu entre sant Joan Baptista i sant Amador amb el donant.
A més de Pere Vall, aquí hi va treballar el Mestre de les Figures Anèmiques. D'aquest pintor són les taules laterals que actualment acompanyen el compartiment central del Retaule de l'Esperit Sant (de Pere Vall). Corresponen a diverses escenes pertanyents al Retaule de Santa Úrsula, obra desmembrada de la que es conserven més elements en altres localitzacions.

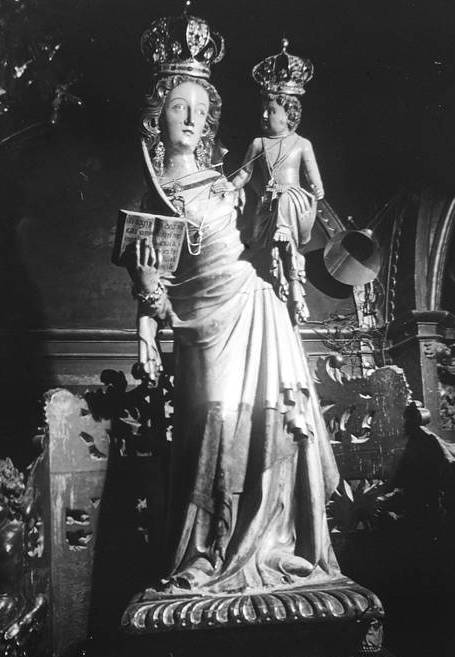
Verge del Patrocini a l'església de Cardona (any 1924)

La taula central, juntament amb dos compartiments que es conserven al Museu Diocesà i Comarcal de Solsona formarien part d'un retaule dedicat al Sant Esperit. La taula central representa la Pentecosta i els altres l'escena del Baptisme de Crist i l'Anunciació. El retaule seria obra del pintor Pere Vall i cronològicament, caldria situar-lo a primers del segle xv.
S'hi venera la imatge de la Mare de Déu del Patrocini. Una obra gòtica, que es va malmetre greument en 1936 i després es va restaurar. Hi ha dues versions sobre el seu origen: una que el seu autor és un mestre de Tolosa de Llenguadoc, que va treballar a Cardona; la segona ens diu que es va importar des de Marsella (hauria estat situada la Portal Nou d'aquella ciutat) i que es va instal·lar a Sant Miquel el 1423.
En el Museu Diocesà i Comarcal de Solsona es conserven fragments importants de la decoració mural del segon quart del segle xiv. D'autor desconegut. S'hi representa una Crucifixió i escenes de la Vida de sant Esteve.
Al MNAC de Barcelona es conserva un compartiment del desaparegut Retaule de Sant Pere, procedent d'aquesta església i també obra de Pere Vall, datat en el 1403.
El Retaule de Sant Blai (1408), obra de Pere Vall, ara es conserva en una col·lecció particular.Des del 2014 forma part del Museu de Montserrat.